# Gamecontroller

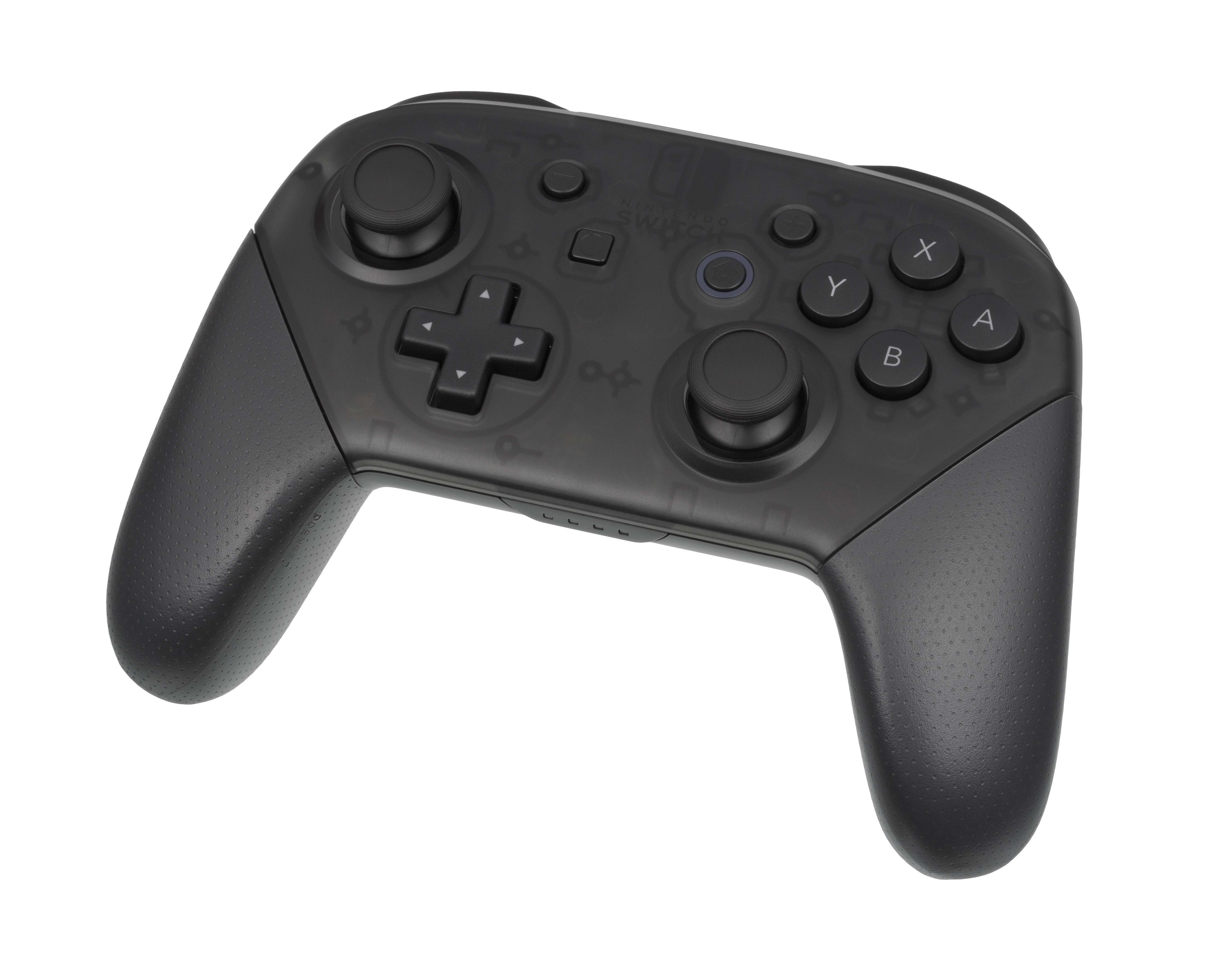
Der Nintendo-Switch-Pro-Gamecontroller

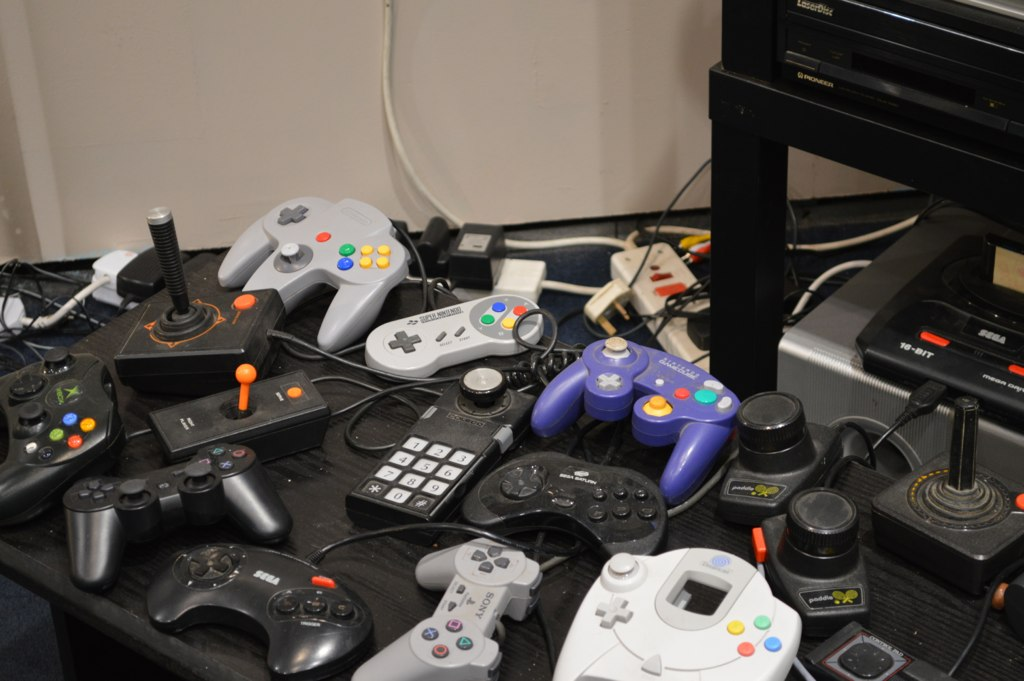
Verschiedene Gamecontroller

Als Gamecontroller (von englisch: game controller, auch Spiel(e)controller, meist kurz Controller genannt) bezeichnet man alle Eingabegeräte, die speziell für die Steuerung von Computerspielen an einem Computer oder einer Spielkonsole konzipiert wurden. Zu den bekanntesten Varianten von Gamecontrollern gehören Joysticks, Gamepads und Lenkräder. Weitere Eingabegeräte sind Paddles, Tanzmatten und Lightguns. Auch universelle Eingabegeräte wie Tastaturen, Mäuse und Touchscreens können in Spielen verwendet werden.
Welche Eingabegeräte in einem bestimmten Spiel genutzt werden können, wird üblicherweise durch die ihm zugrundeliegende Plattform (Computer oder Spielkonsolen) und die dort vorhandenen Schnittstellen festgelegt. So wurden Gamecontroller am Computer früher vornehmlich über den Gameport angeschlossen, der mittlerweile jedoch größtenteils vom USB abgelöst wurde, das auch im Konsolenbereich zunehmend Anwendung findet.

## Arten
Es gibt verschiedene Arten von Gamecontrollern, die nach Verwendungszweck unterschiedlich ausgestattet sind.

### Gamepad
Gamepads bzw. Joypads, umgangssprachlich auch Drücker genannt, sind meist die primären Steuerungsgeräte bei modernen Spielkonsolen. Sie werden normalerweise in beiden Händen gehalten und mit den Fingern bedient. Klassischerweise besitzen Gamepads mehrere Aktions-Tasten auf der Vorderseite, an den Schultern und manchmal an der Rückseite. Dazu befinden sich bei modernen Gamepads ein bis zwei Analog-Sticks auf der Vorderseite, die von jeweils einem Daumen betätigt werden. Schon ältere Modelle besaßen ein Steuerkreuz, das ähnliche Funktionen wie der Analog-Stick bei moderneren Gamepads übernahm. Analog-Sticks und Steuerkreuze fungieren meistens zur Bewegungssteuerung. In modernen Gamepads fungiert neben den Analog-Sticks das Steuerkreuz in vielen Spielen allerdings nicht als Bewegungssteuerung, sondern übernimmt andere Funktionen. Moderne Gamepads besitzen oftmals einen integrierten Rumble-Motor für Force-Feedback.
Aufgrund ihrer einfachen Bedienung sind Gamepads auch im Computer-Bereich, in dem Maus und Tastatur die hauptsächlichen Eingabegeräte sind, oft beliebte Alternativen.

### Joystick
Joysticks sind Gamecontroller, die meist über einen Analogstick oder Schubregler und einen oder mehrere Feuerknöpfe verfügen, um eine Achse in mehrere Richtungen neigen lassen. Sie können mit einer Hand bedient werden und werden beispielsweise bei Flugspielen eingesetzt. Neben dem Neigen beherrschen viele Joysticks auch das Drehen um die eigenen Achse. Auf den Joysticks sind mehrere Tasten angebracht. Meistens befindet sich eine Taste, die einem Waffenabzug nachempfunden ist, auf der Rückseite des Sticks. Sie wird mit dem Zeigefinger bedient. Auf der Vorderseite befinden sich Tasten, die mit dem Daumen bedient werden. Manche Ausführungen besitzen weitere Tasten am Fuß des Geräts, die mit der zweiten Hand bedient werden sowie eventuell einen Leistungshebel, der stufenlos geregelt werden kann. Änderungen der Neigung eines Joysticks werden entweder analog oder digital erfasst. Ein bekannter Joystick ist beispielsweise der Competition Pro.

### Arcade-Joysticks
Arcade-Joysticks sind kleinere und einfachere Varianten normaler Joysticks, werden hauptsächlich bei Arcade-Spielen eingesetzt und existieren bereits länger als die größeren Versionen. Arcade-Joysticks dienen aufgrund ihres einfacheren und viel kleineren Aufbaus nur dazu, die Richtung zu erfassen und besitzen keine weiteren Tasten auf dem Stick.

### Maus und Tastatur

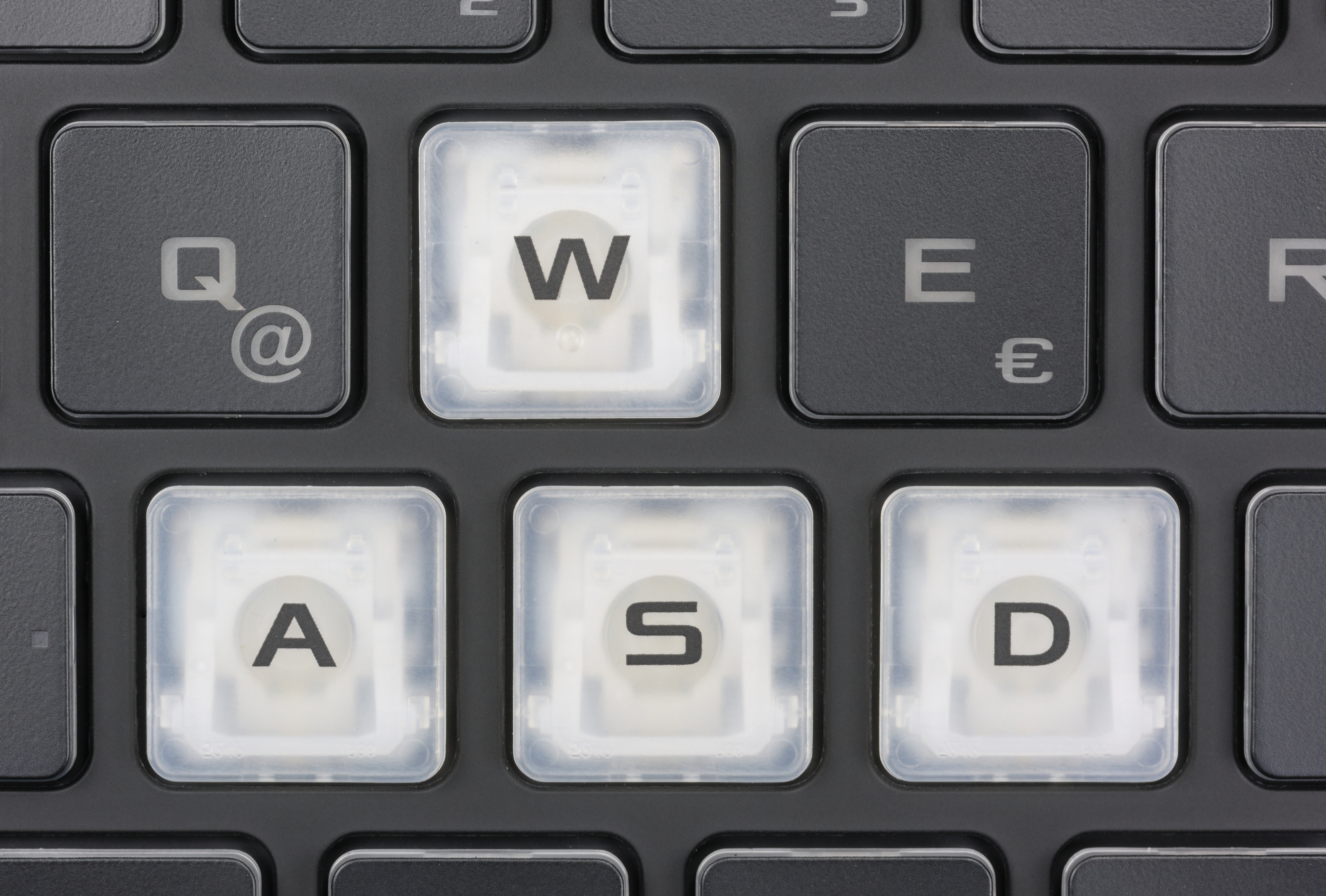
Gaming-Tastatur mit hervorgehobenen Tasten „WASD“

Maus und Tastatur sind bei Computern meist die primären Eingabegeräte. Neben der Verwendung bei der Büro-Arbeit eignen sie sich auch zum Spielen.
Besondere Bedeutung kommen bei Spielen mit Tastatur-Einsatz den Tasten W für ↑, A für ←, S für ↓ und D für → zu, sowie den Pfeiltasten, da sie in den allermeisten Spielen zur Bewegungssteuerung eingesetzt werden.
Computer-Mäuse besitzen heutzutage neben der linken und der rechten Taste noch ein Mausrad zum stufenlosen Regeln und weitere Tasten, die oft seitlich an der Maus angebracht sind.

### Lenkräder

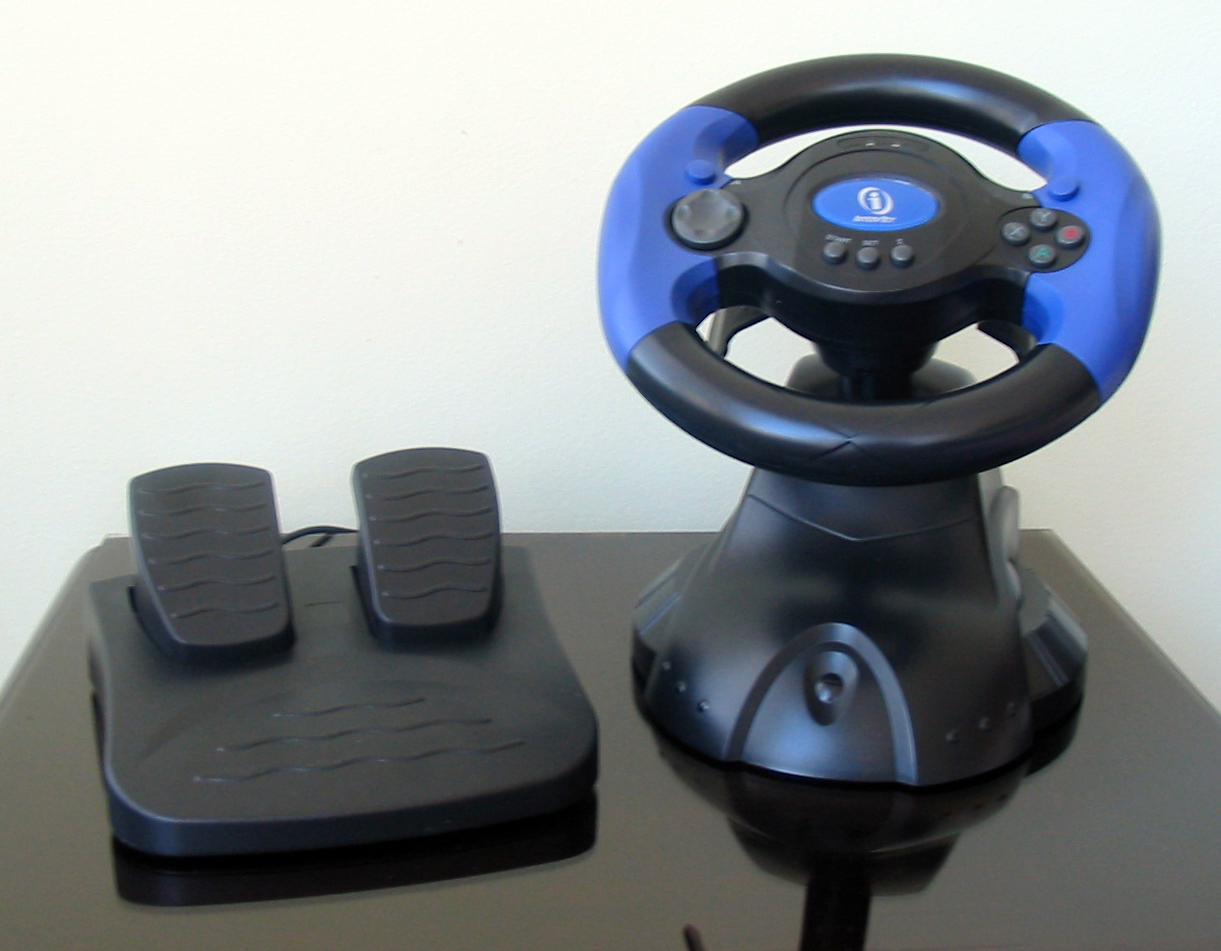
Lenkrad und Pedale

Lenkräder werden bei Rennspielen und Rennsimulationen sowohl im Computer- als auch im Spielkonsolenbereich eingesetzt. Allerdings werden die Lenkräder meist von den Spielen optional unterstützt und sind keine Pflicht zum Spielen.
Lenkräder unterstützen oft Force Feedback. Die Art des Feedbacks hängt aber von den Spielen ab. Pedale werden oft unterstützt, um Gasgeben und Bremsen realistischer wirken zu lassen.

### Pedale
Pedale werden meist in Kombination mit Lenkrädern oder Joysticks eingesetzt. Die Kombination Lenkrad und Pedale wird vor allem bei Rennspielen genutzt, während Joysticks und Pedale bei Flugsimulationsspielen eingesetzt werden.

### Lightgun
Eine Lightgun ist ein Erweiterungsgerät, um Ziele auf dem Bildschirm anzuvisieren und ist im Design meist an ballistische Waffen angelehnt.
Lightguns werden meist in Schießspielen benutzt. Dazu wird mit der Lightgun auf einen bestimmten Bereich auf dem Bildschirm gezielt. Um Schüsse im Spiel auf das anvisierte Ziel abzugeben, besitzen Lightguns mindestens eine Taste zum Feuern.

### Rhythmus-Eingabegeräte
Typische Gamecontroller bei Tanz- und Musikspielen, die es in verschiedenen Ausführungen mit den unterschiedlichsten Zwecken gibt.

#### Tanzmatten
Der Spieler muss bestimmte Zonen auf der Tanzmatte im richtigen Moment, meistens in einem Rhythmus, mit einem oder beiden Füßen betätigen. Die meisten Tanzmatten besitzen zwischen vier und neun Felder und besitzen oft Pfeile für die Richtungen oben, unten, links und rechts.

#### Musikinstrumente als Controller
Es gibt mehrere Musikinstrumente, die als Controller genutzt werden. So gibt es beispielsweise Gitarren, Schlagzeuge, Mikrophone und für DJ-Spiele Plattenspieler.

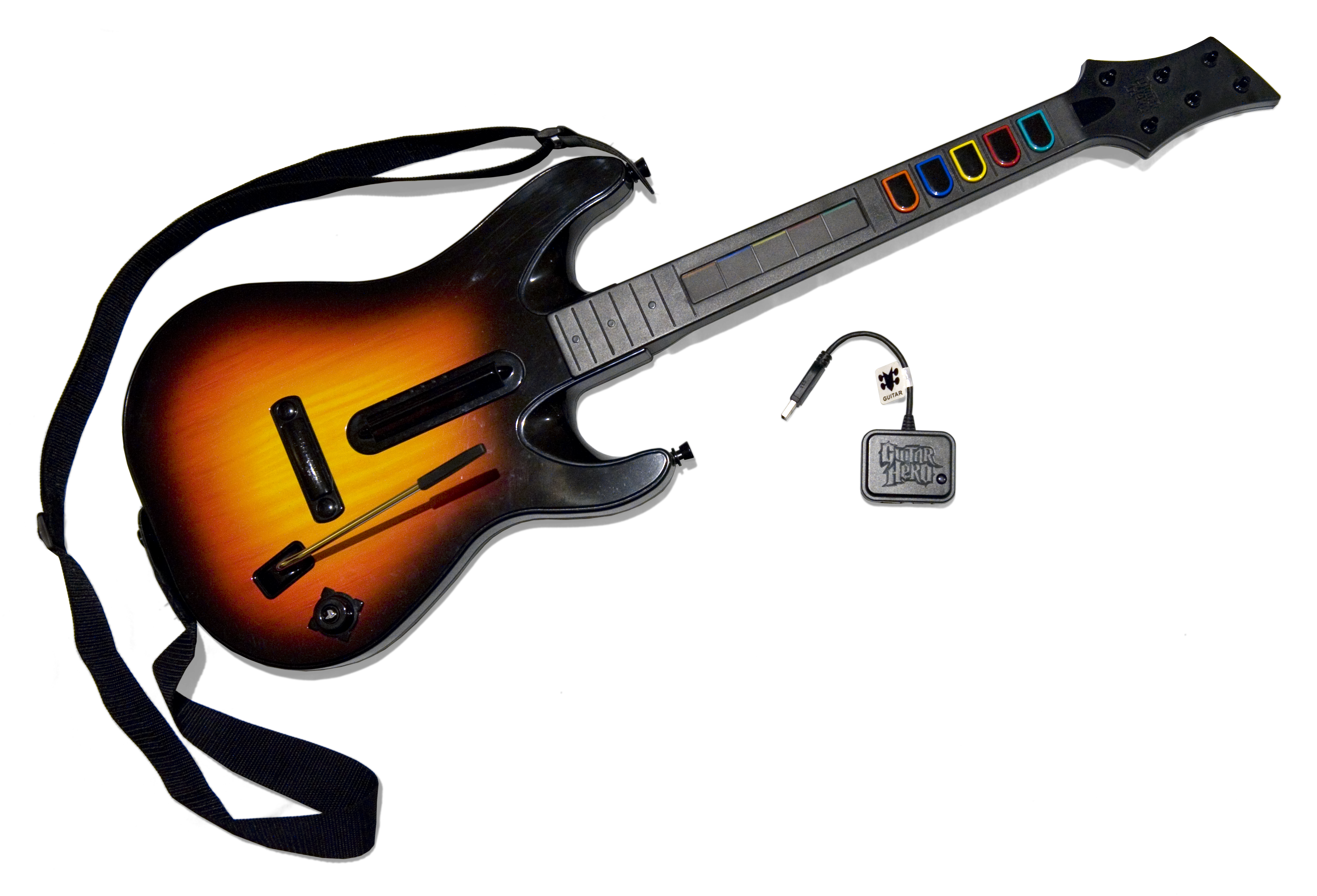
Gitarrencontroller
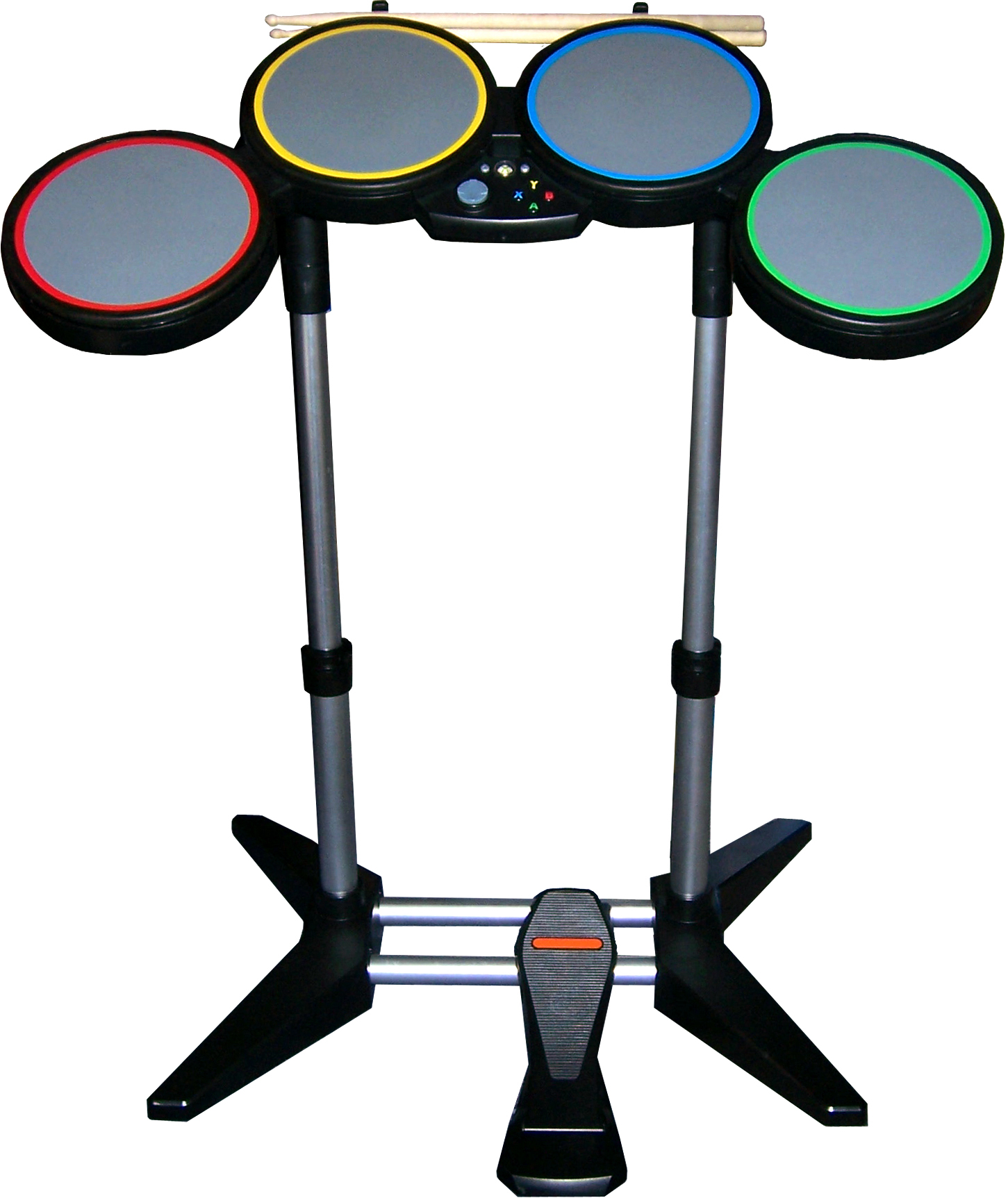
Schlagzeug-Controller
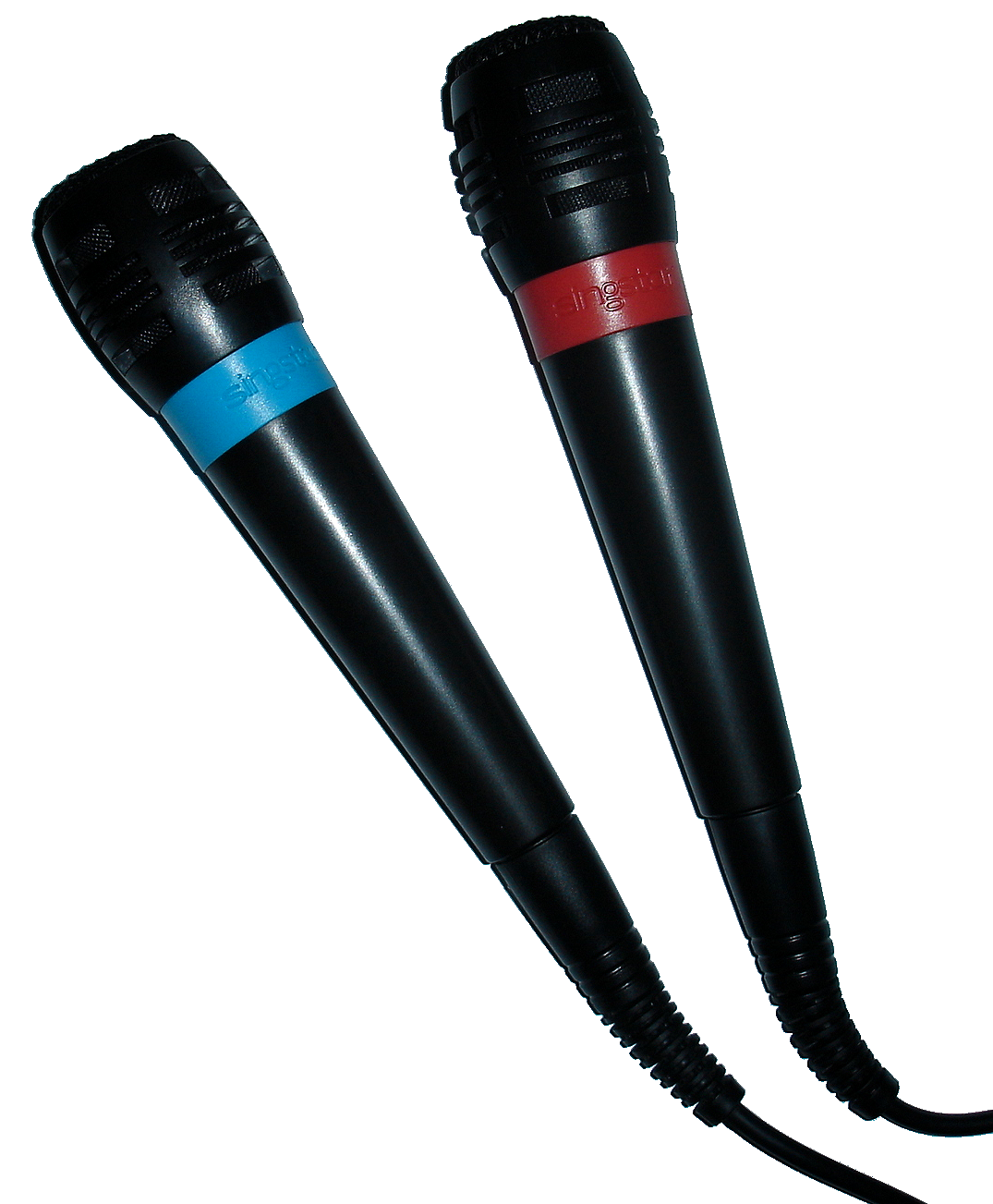
Mikrophone
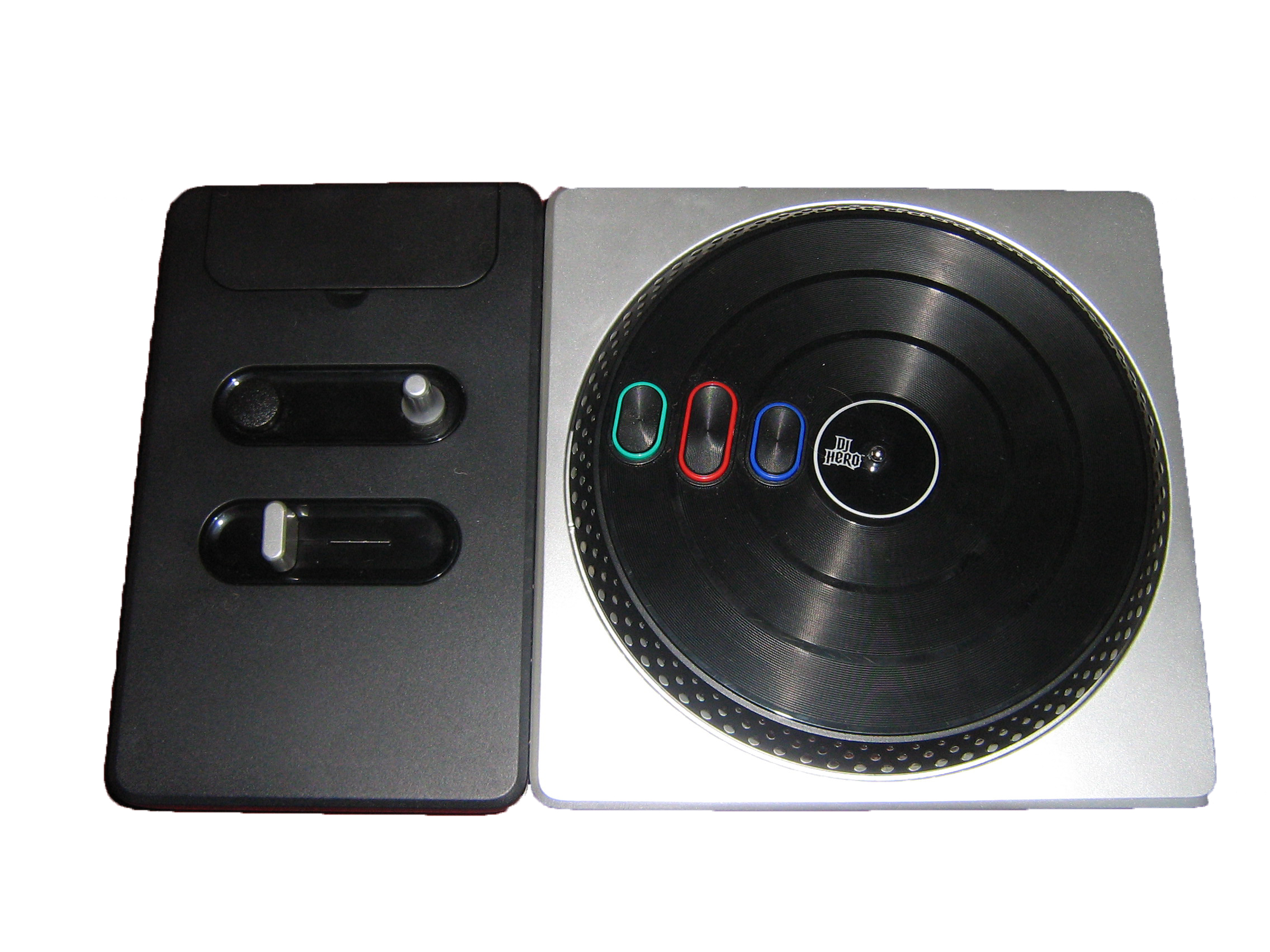
Plattenspieler

### Trackball
Ein Trackball besteht aus einem Gehäuse, an das eine Kugel angebracht ist, die meist mit einem Finger bewegt wird. Die Drehung der Kugel wird dabei als Signal zur Bewegungssteuerung umgewandelt.

### Paddle
Ein Paddle ist ein analoger Controller, der heutzutage praktisch keine Verwendung mehr findet. Er besteht meist aus einem Drehknopf und einem oder mehreren Tasten.

### Touchscreen

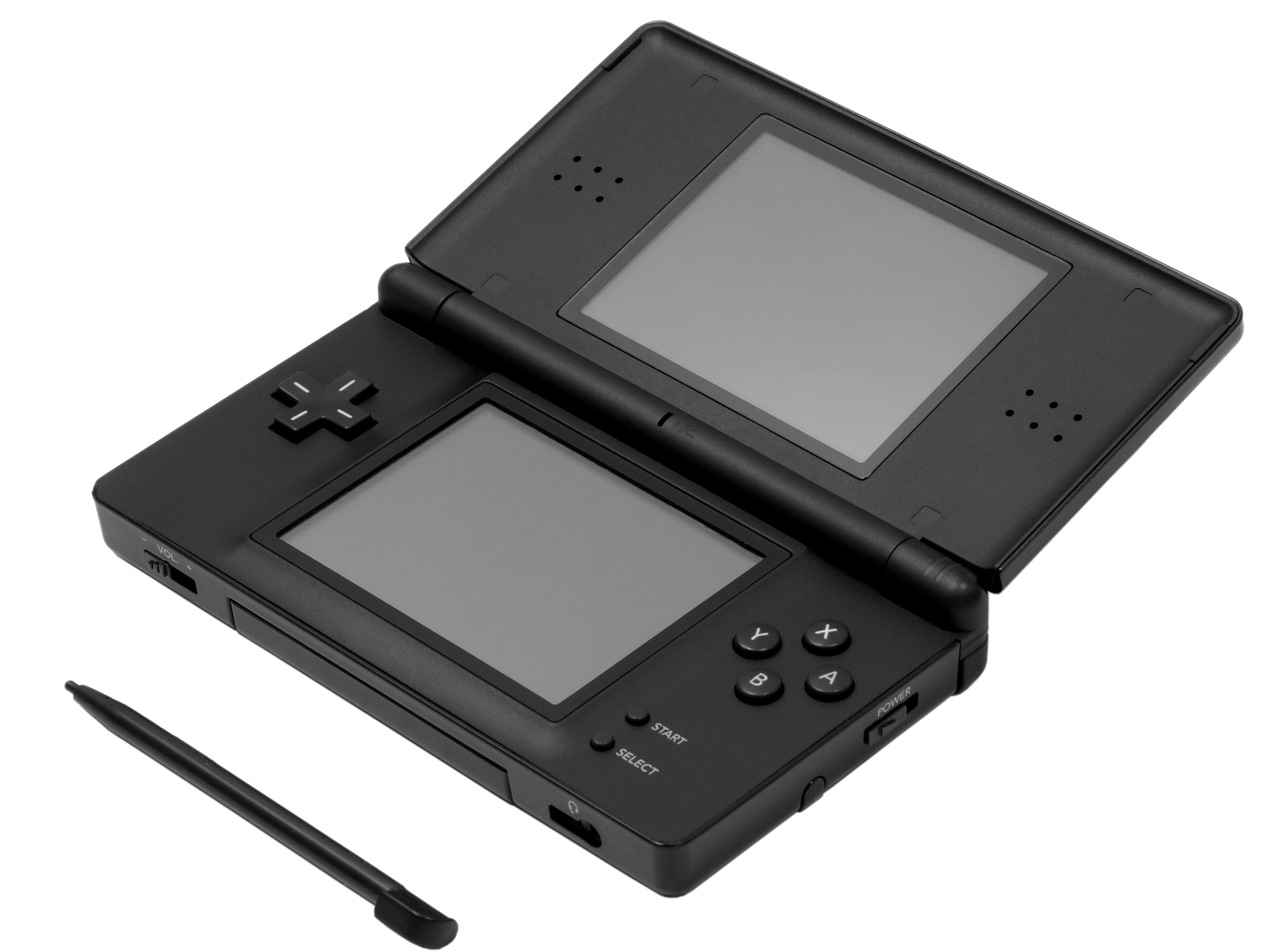
Nintendo DS mit optional nutzbarem Eingabestift

Ein Touchscreen ist ein Eingabegerät, bei dem der Benutzer direkt mit dem Bildschirm interagiert. Die Eingabe erfolgt über das Berühren einer bestimmten Fläche auf dem Bildschirm.
Touchscreens werden momentan vor allem bei Tabletcomputern und Smartphones eingesetzt, die immer im Bereich des Computersspielens eine immer größere Rolle spielen. Bei den klassischen Spielkonsolen werden Touchscreens vor allem beim Nintendo DS, Nintendo 3DS, PlayStation Vita, Wii U und Nintendo Switch eingesetzt.
Auf manchen Systemen kommt auch ein Eingabestift zum Einsatz, der manchmal, wie bei den Nintendo-DS/3DS-Konsolen, alternativ zur Fingerberührung genutzt werden kann und durch seine kleinere Druckfläche eine präzisere Eingabe ermöglicht.

### Bewegungssensoren
Bei der Bewegungssteuerung werden Bewegungen einer Person mithilfe eines oder mehrerer Sensoren erfasst. Mögliche Sensoren können dabei optische Signale erfassen und interpretieren oder die Bewegung anhand der Bewegung des Sensors erfassen. 1993 brachte Sega den Sega Activator für Sega Genesis auf den Markt. Dieser misst mittels Infrarotsensoren Tritte und Schläge des Spielers. 2003 erschien mit EyeToy eine Kamera für die PlayStation 2, die Bewegungen des Spielers erfasst.
Bewegungserkennung ist ein maßgebliches Merkmal aller Spielekonsolen ab der siebten Generation. Systeme der einzelnen Anbieter sind hier:

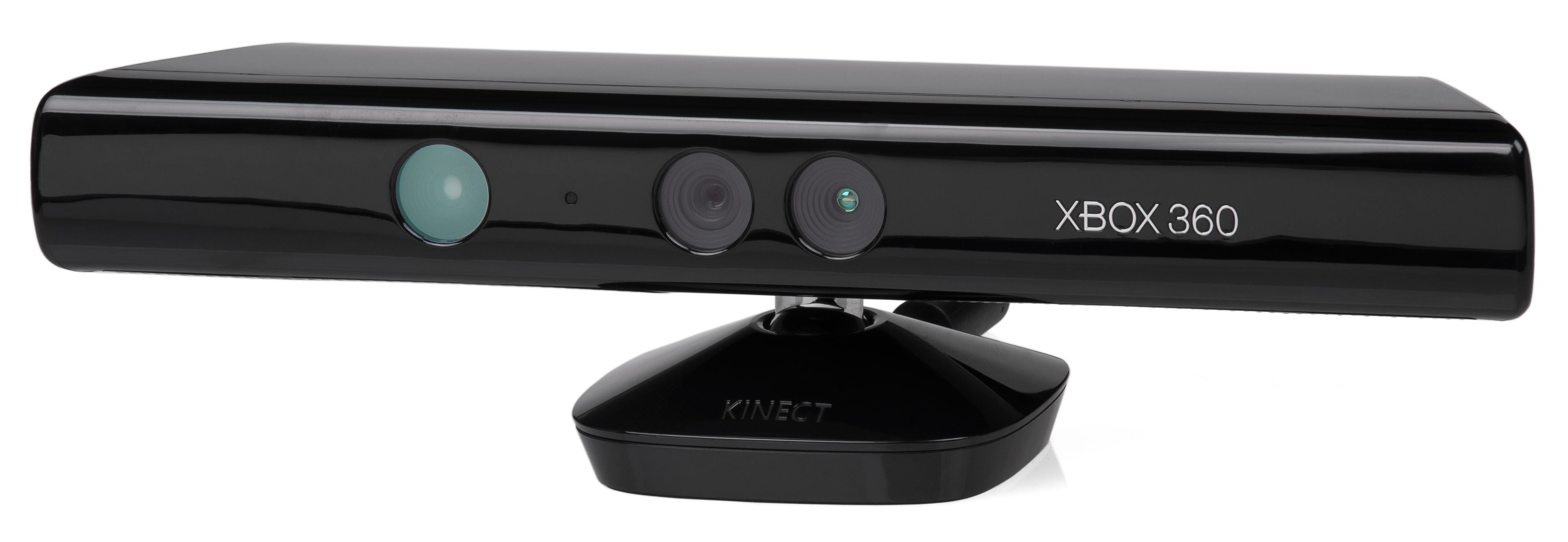
Kinect-Sensor zur Erfassung der Bewegung mittels optischer Sensoren
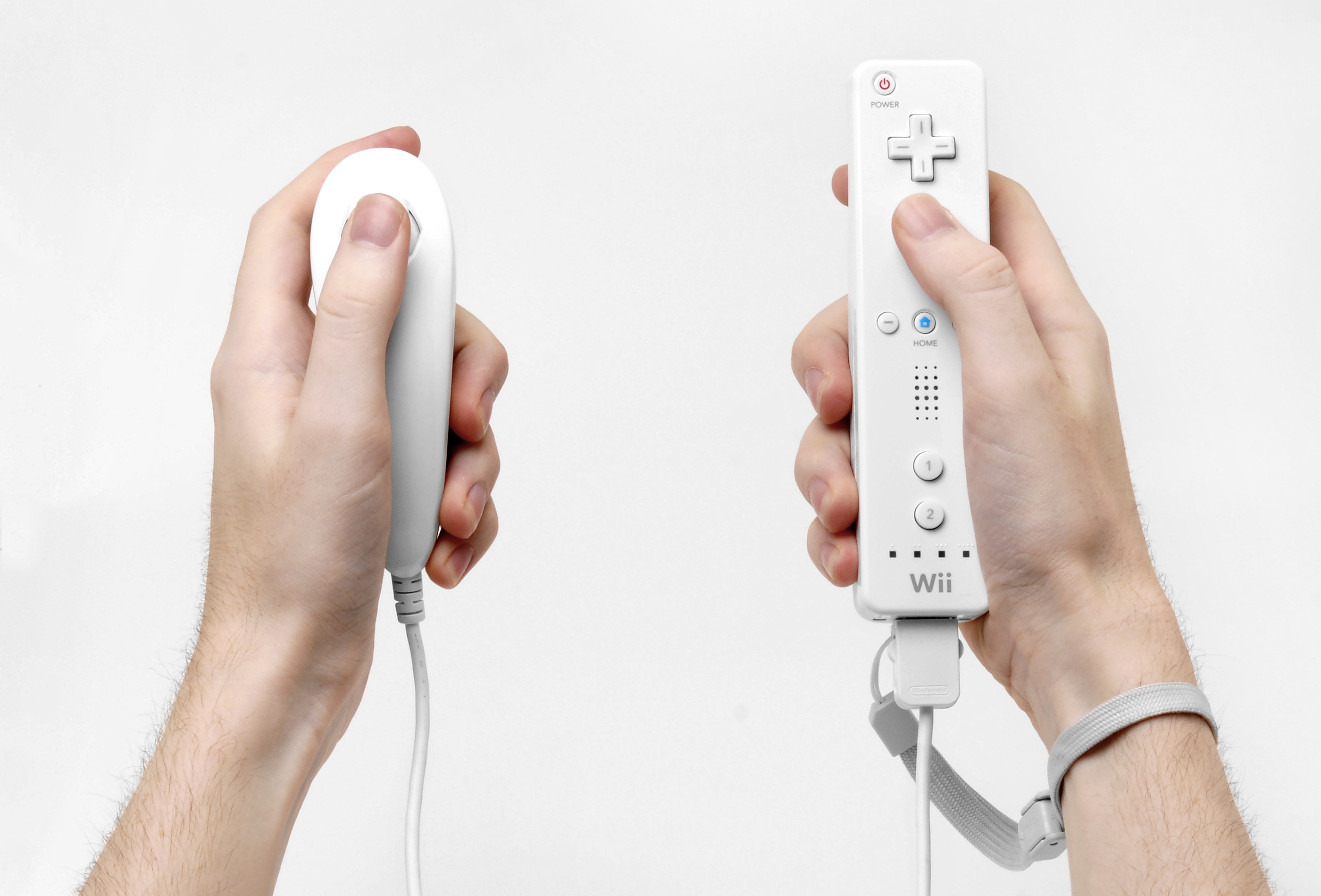
Wii-Fernbedienung, die die Bewegung mittels Beschleunigungssensoren erfasst
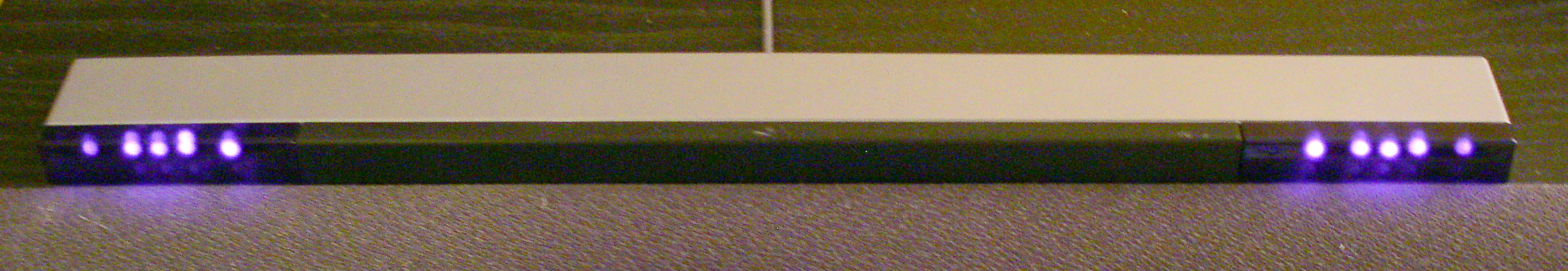
Die „Sensorleiste“ der Wii, anhand derer die Fernbedienung ihre räumliche Lage bestimmen kann
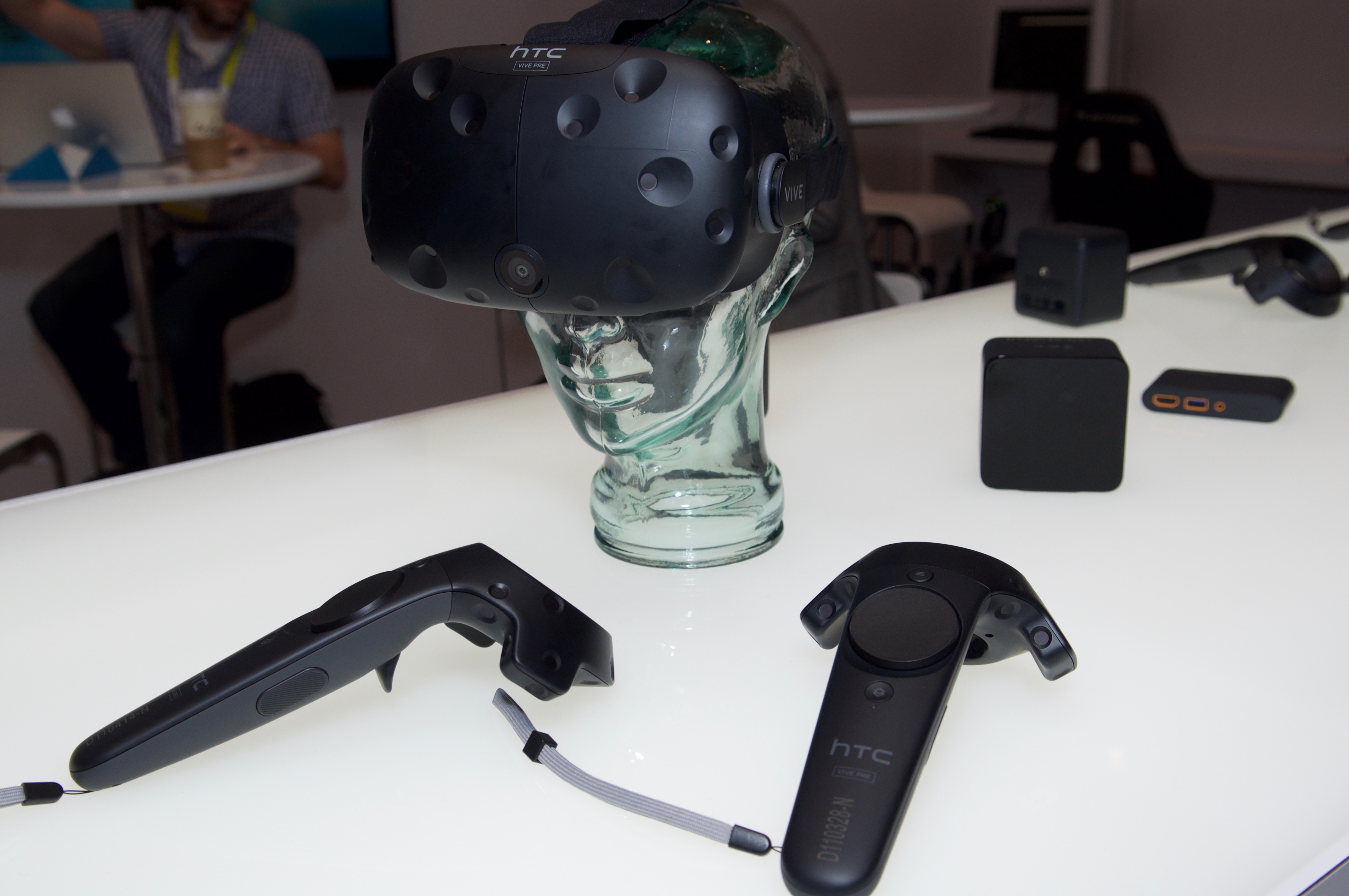
Virtual-Reality-Headset und Raumsensoren des HTC Vive
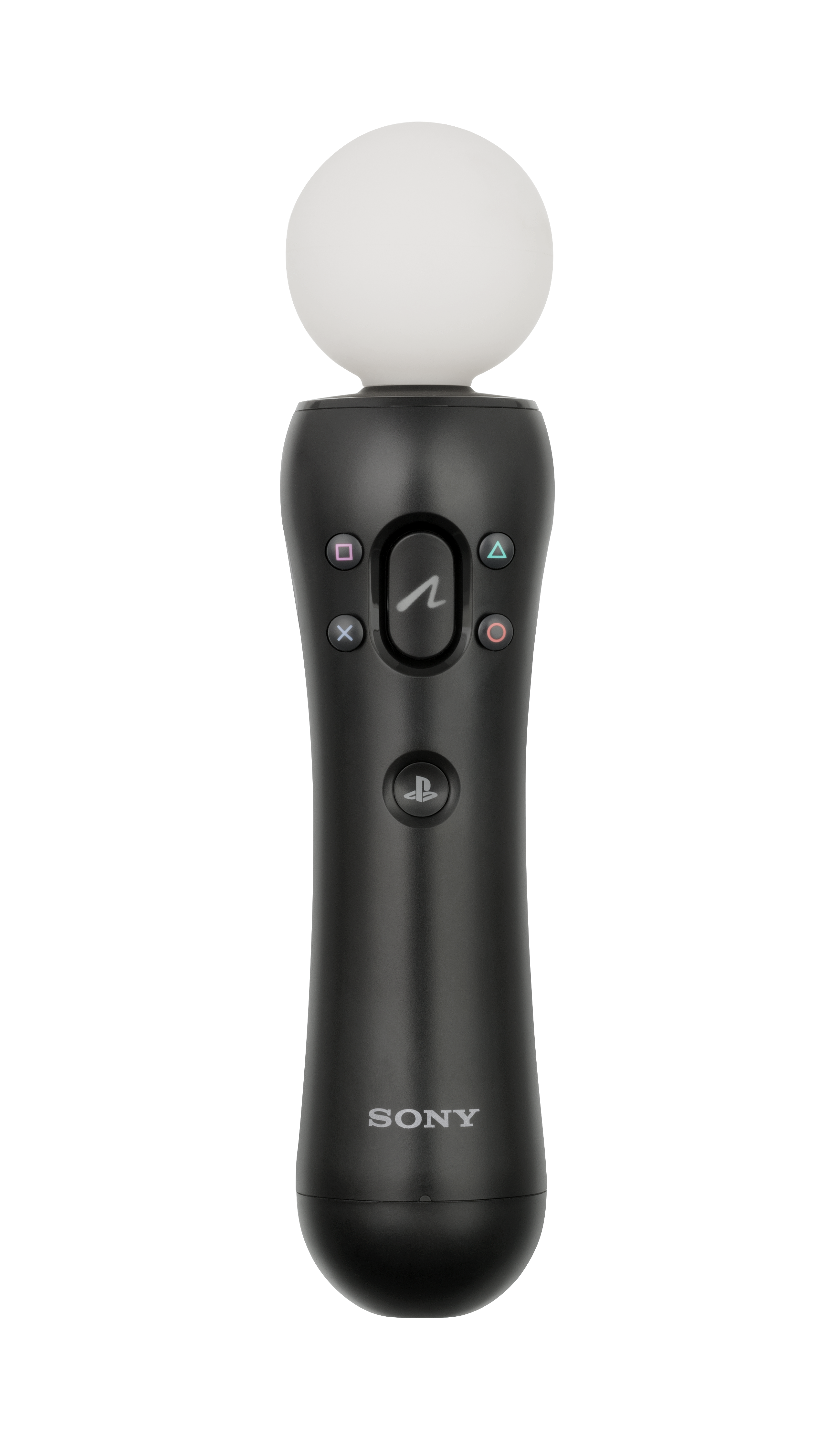
Controller des PlayStation Move-Systems (PS3)
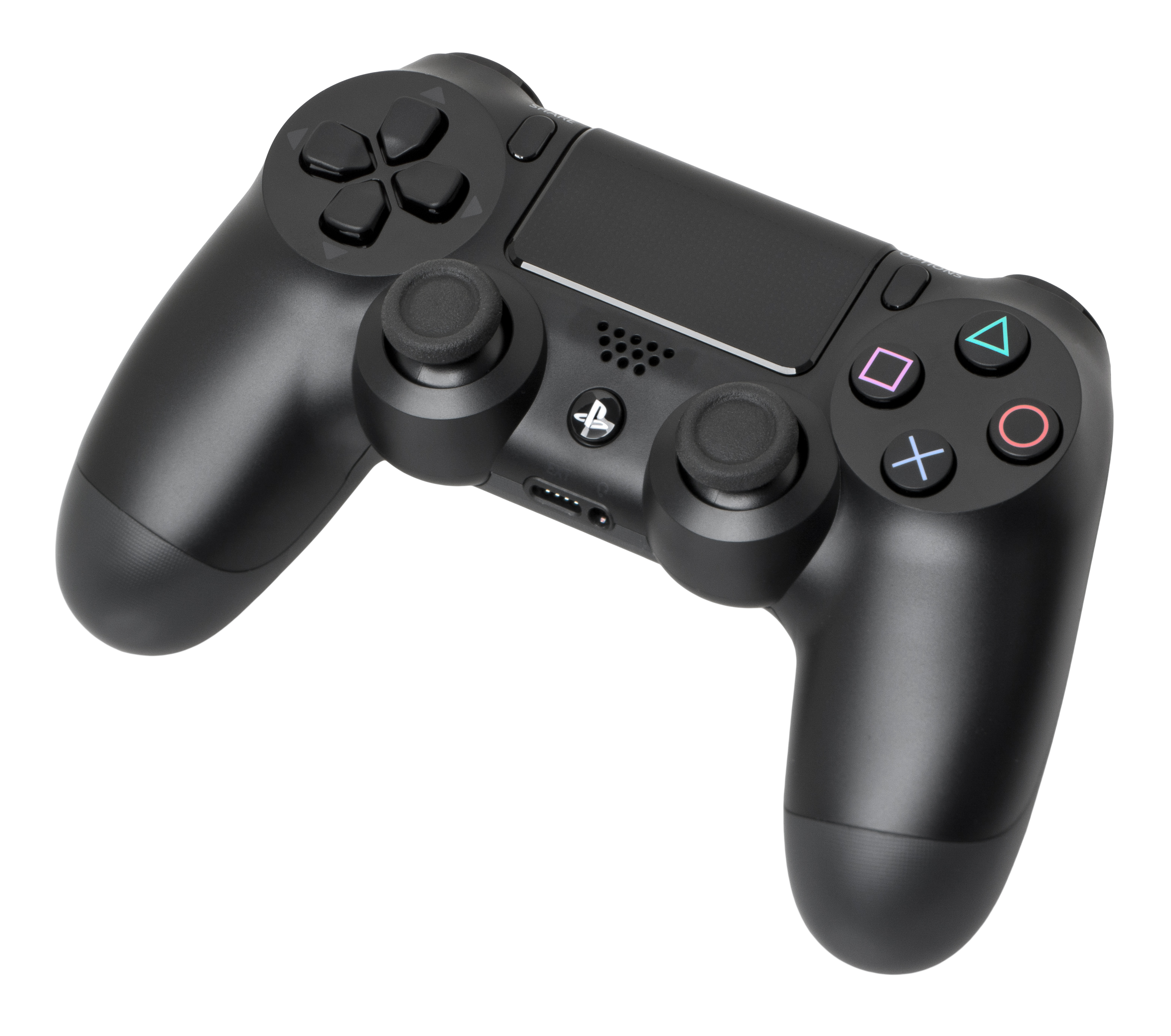
DualShock-4-Controller der PS4
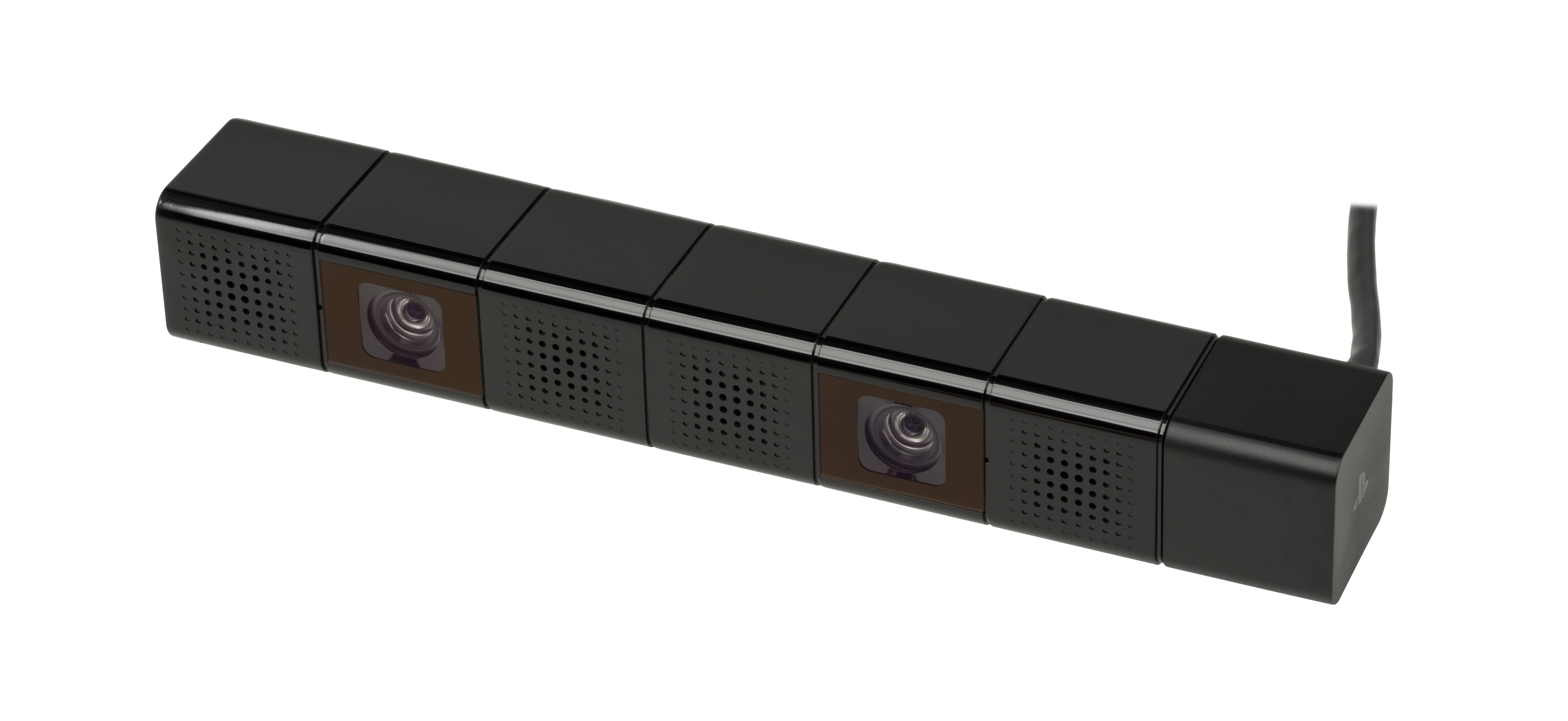
PlayStation Camera der PS4

## Häufige Komponenten

### Taste
Eine der einfachsten Komponenten ist eine Taste (engl. button ‚Knopf‘), die zwischen „betätigt“ und „nicht betätigt“ unterscheidet. Üblicherweise lässt sich dieses Bauteil an Joysticks und Gamepads finden und kommt dort mehrfach vor. In den vergangenen Jahren hat sich zudem eine Abstufung zwischen den beiden bisherigen Zuständen durchgesetzt. So ist es beispielsweise in Rennspielen möglich, die Bremskraft zu variieren oder aber nur leicht Gas zu geben. Bei solchen Knöpfen handelt es sich um analoge Ausführungen.

### Steuerkreuz

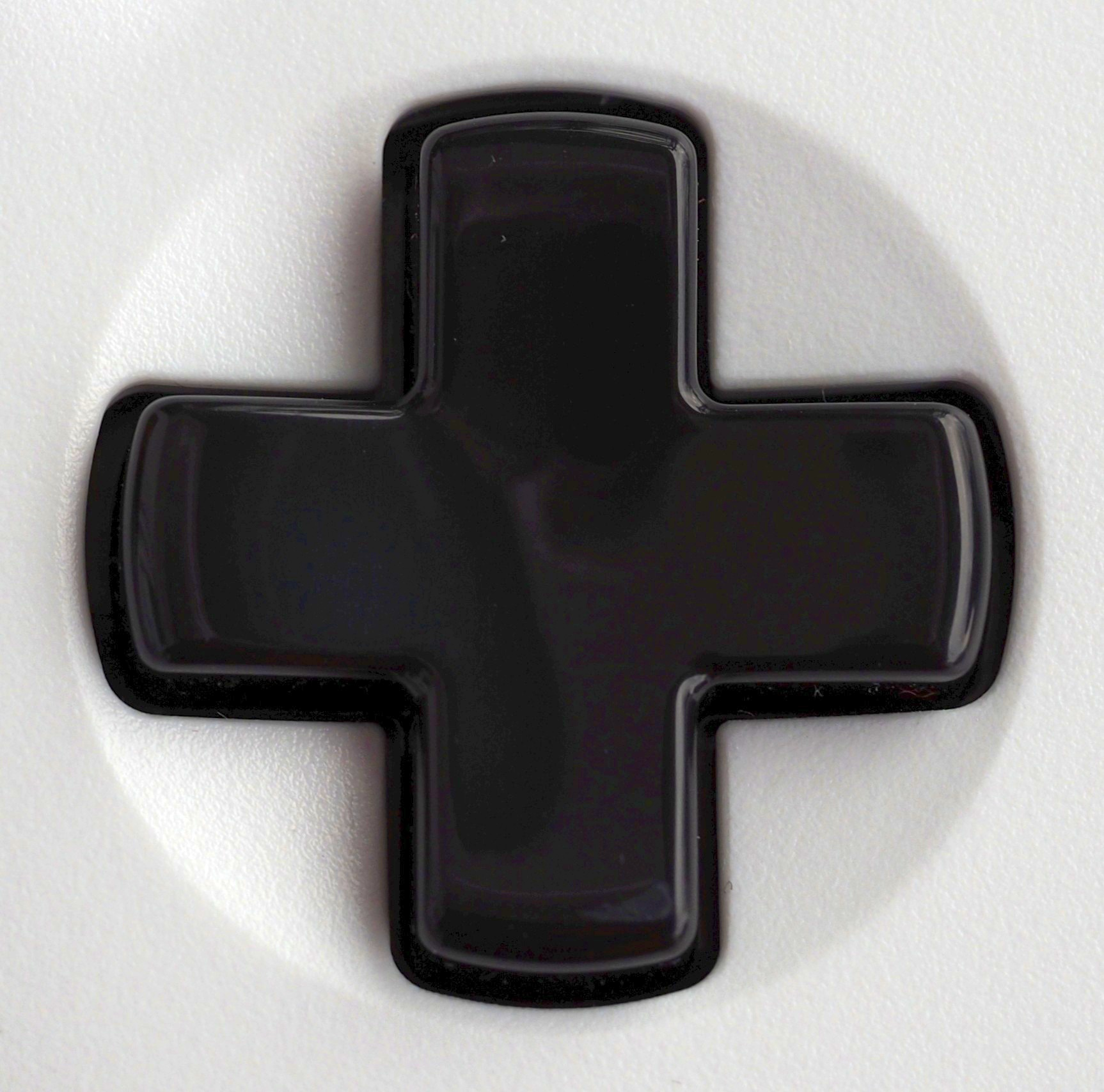
Steuerkreuz (D-Pad) eines Xbox Wireless Controllers (2016)

Ein Steuerkreuz besteht effektiv aus vier digitalen Tasten, die karoförmig angeordnet und von einer Kreuzform überlagert sind. Das Steuerkreuz wird konventionell mit Richtungseingaben belegt und ist auf Gamepads und Handheld-Konsolen meist links angeordnet.
In englischsprachigen Ländern ist das Steuerkreuz auch bekannt als D-Pad (englisch directional pad ‚Richtungsblock‘). Der Begriff wird von Microsoft auch in deutschsprachigen Ländern als Begriff für das Steuerkreuz der verschiedenen Xbox-Gamepads benutzt.
Da Nintendo 1985 ein Patent auf das Steuerkreuz registrieren ließ, das in den USA 2005 auslief, weichen ältere Modelle anderer Gamecontroller-Anbieter von der Kreuzform ab.

### Analog-Stick
Der Analog-Stick in seiner heutigen Form ist ein kleiner, aufragender Stift mit einer münzgroßen Daumenauflage. Er kann in jede beliebige Richtung bis zu einem festen Winkel geneigt werden; ohne Betätigung strebt er in seine Mittelposition zurück. Seine Sensorik überträgt dabei zu jedem Zeitpunkt Neigungswinkel und -richtung. Der Analog-Stick ist eine Variation des Joysticks, die bereits in früher Form von den ersten Konsolengenerationen verwendet wurde. Mit dem Misserfolg des Atari 5200 kam er kurzzeitig durch die Einführung des digitalen Steuerkreuzes (D-Pad) aus der Mode. Erst in der Varianten des Nintendo 64 löste er das D-Pad wieder als primäre Richtungseingabe ab, besonders bei 3D-Spielen. Mit Stand 2016 kann man bei gängigen Gamepads neben einem zweiten Analog-Stick auch ein Steuerkreuz vorfinden.